# The Legend of Zelda (série animada)
The Legend of Zelda (chamado apenas de Zelda no Brasil) foi uma série de desenho animado produzido pela DIC Entertainment em 1989 baseada na série de jogos The Legend of Zelda da Nintendo. Diferente dos canons atuais da franquia esta série foi originalmente baseada nos jogos The Legend of Zelda e Zelda II: The Adventure of Link.
Durou apenas uma temporada de 13 episódios sendo originalmente parte do desenho animado Super Mario Bros. Super Show!.
No Brasil, a estreia ocorreu em abril de 1992 pelo Xou da Xuxa da Globo. O desenho se passa em Hyrule onde Link precisa impedir que Ganon obtenha o poder das Triforces (chamadas de Força Tripla na dublagem brasileira, e referidas como pirâmides pelos personagens) para conquistar Hyrule.

## Personagens
- Link, o principal protagonista do desenho. Um rapaz hylian contratado por Zelda para defender a Força Tripla da Sabedoria e Hyrule de Ganon e seu exército de monstros. Nesta série é caracterizado como um herói arrogante que frequentemente irrita Zelda com suas brincadeiras, mas no fundo ama ela. Seu principal bordão é "Desculpa, sim, Princesa?!", dito toda vez que discute com Zelda. É equipado com uma espada capaz de atirar rajadas de energia. Ao contrário dos jogos ele não possui a Triforce da Coragem (que também não existe no desenho).
- Zelda, a princesa de Hyrule que detém a Força Tripla da Sabedoria. Ao contrário de Link é sempre séria e centrada nas missões e mostra capacidade para lutar e enfrentar o exército de Ganon (antecedendo esse papel nos jogos lançados posteriormente). Normalmente anda é equipada com um arco e flecha, embora seja também capaz de invocar poder de sua "pirâmide". Uma piada recorrente envolvendo ela e Link é que Link nunca consegue a beijá-la, sendo sempre impedido por alguma coisa, porém é revelado que no fundo ela ama ele.
- Ganon, o vilão do desenho. Um gerudo transformado em um javali demoníaco que detém a Força Tripla do Poder e almeja obter a da Sabedoria para dominar Hyrule. É capaz de usar magia e sempre comanda um exército de monstros para atacar Hyrule e tentar roubar a "pirâmide" de Zelda. Vive num covil subterrâneo onde possui uma jarra gigante conhecida como a Jarra do Mal da qual usa para invocar seus lacaios, toda vez que ele ou um de seus monstros são derrotados eles são teleportados para dentro dessa jarra. Ao contrário dos primeiros jogos ele tem a pele bege em vez de azul.
- Fada (Spryte), a principal aliada de Link e Zelda.
- Rei Harkinian, o pai de Zelda e rei de Hyrule.

## Recepção
A série é notável por sua recepção negativa. IGN classificou o lançamento do DVD da série como 3.0, ou "Ruim", citando mal roteiro, enredos repetidos e atuação exagerada. O bordão de Link, "Desculpa, sim Princesa!" (Well excuse me, Princess!, no original) é um meme da internet comumente usado como piada por jogadores de vídeo-game, especialmente fãs de Zelda, isso é dito por Link 29 vezes ao longo de 13 episódios.
James Rolfe do Cinemassacre mostrou uma resposta mais positiva à série. Apesar de reconhecer que os defeitos nos diálogos, ele favoreceu as caracterizações de Link e Zelda e achou a ação satisfatória. Ele descreveu "O Cavaleiro Branco" como o melhor episódio para mostrar a natureza heróica de Link contra a mais pomposa e vaidosa de Principe Facade, mas descreveu o seguinte episódio "O Beijo" como o menos favorito pelo comportamento de Link constantemente reclamar.

## Episódios[6]
| Número | Título Original           | Português (BR)                | Data de exibição |
| ------ | ------------------------- | ----------------------------- | ---------------- |
| 1      | The Ringer                | Em Busca da Piramide          | 08/09/1989       |
| 2      | Cold Spells               | Surto de Gripe                | 15/09/1989       |
| 3      | The White Knight          | O Cavaleiro Branco            | 22/09/1989       |
| 4      | Kiss 'N Tell              | Link e o Beijo                | 29/09/1989       |
| 5      | Sing for the Unicorn      | O Unicórnio Voador            | 06/10/1989       |
| 6      | That Sinking Feeling      | O Novo Brinquedo              | 13/10/1989       |
| 7      | Doppelganger              | O Sósia                       | 20/10/1989       |
| 8      | Underworld Connections    | Conexões do Mundo Subterrâneo | 27/10/1989       |
| 9      | Stinging a Stinger        | Ferrar com os outros          | 03/11/1989       |
| 10     | Hitch in the Works        | Ócio do Ofício                | 10/11/1989       |
| 11     | Fairies in the Spring     | Parque Aquático               | 17/11/1989       |
| 12     | The Missing Link          | O Elo Perdido                 | 24/11/1989       |
| 13     | The Moblins Are Revolting | A Revolta                     | 01/12/1989       |

## Versão Brasileira[7]
| Personagem                | Dublador(a)        | Voz Original         |
| ------------------------- | ------------------ | -------------------- |
| Link                      | Henrique Ogalla    | Jonathan Potts       |
| Zelda                     | Miriam Ficher      | Cynthia Preston      |
| Ganon                     | Ronaldo Magalhães  | Len Carlson          |
| Spryte (Fada)             | Marisa Leal        | Tabitha St. Germain  |
| Rei Harkinian             | Miguel Rosenberg   | Colin Fox            |
| Locutor                   | Márcio Seixas      | N/A                  |
| Força Tripla da Sabedoria | Maralise Tartarine | Elizabeth Hanna      |
| Força Tripla do Poder     | Mônica Rossi       | Allen Stewart Coates |